# Héctor Socorro
Héctor Socorro (1912. június 26. – 1980), kubai válogatott labdarúgó.
A kubai válogatott tagjaként részt vett az 1938-as világbajnokságon.

## Külső hivatkozások
- Héctor Socorro – a FIFA adatbázisában